# Fossanova San Marco
Fossanova San Marco is een plaats (frazione) in de Italiaanse gemeente Ferrara.